# Thüringer Kreis
De Thüringer Kreis was een administratieve eenheid in het keurvorstendom Saksen
Nadat het keurvorstendom Saksen de Schmalkaldische Oorlog had verloren, kwamen in de capitulatie van Wittenberg van 19 mei 1547 de keurvorstelijke waardigheid en een deel van het keurvorstendom aan de in Dresden residerende hertog van Saksen.
Na deze uitbreiding van het gebied wordt het gebied van de nieuwe keurvorst verdeeld in vijf Kreisen, waarbij de Kurkreis overeenkomt met het gebied waaraan de keurvorstelijke waardigheid is verbonden. De andere vier kreisen waren al eerder in aanzet gevormd en werden nu verder uitgebouwd. De Kreisen vormden een instantie tussen de centrale regering van het keurvorstendom en de ambten.
- Kurkreis
- Thüringer Kreis
- Meißnischer Kreis
- Erzgebirgischer Kreis
- Leipziger Kreis

De Thüringer Kreis bestond omstreeks 1780 uit de volgende 12 ambten:
- Tennstedt Vanuit Tennstedt werden ook bestuurd de gemeenschappelijke heerlijkheid Treffurt en de heerlijkheden Blankenhain, Niederkranichfeld en Gleichen.
- Pforte (schoolambt, bezit voormalig klooster St.Marien zur Pforte)
- Tautenburg
- Weißenfels
- Freyburg
- Eckartsberga
- Sangerhausen
- Sachsenburg
- Weißensee
- Langensalza
- Wendelstein
- Sittichenbach

Het ambt Tautenburg maakte van 1656 tot 1718 deel uit van Saksen-Zeitz.
De ambten Weißenfels, Freyburg, Sangerhausen, Sachsenburg, Weißensee, Langensalza, Wendelstein en Sittichenbach maakten van 1657 tot 1746 deel uit van Saksen-Weißenfels. Wendelstein en Sittichenbach sinds 1663 bij het vorstendom Querfurt.

Het Congres van Wenen voegde in 1815 ongeveer de helft van het koninkrijk Saksen bij het koninkrijk Pruisen. Hierdoor viel de gehele Kreits aan Pruisen. Het gebied ging deel uitmaken van de nieuwe Pruisische provincie Saksen. Pruisen stond Tautenburg af aan het Groothertogdom Saksen-Weimar-Eisenach.